# Усадьба Милоша Обреновича
Резиденция князя Милоша (серб. Конак кнеза Милоша) — основное здание дворцового комплекса сербского князя Милоша Обреновича, построенное в 1831—1833 годах в Белграде после обретения страной статуса автономии в составе Османской империи. В 1979 году включён в Список памятников культуры Сербии исключительного значения.

## История здания
В начале XIX века Белград ещё не был столицей, однако Белградская крепость являлась резиденцией османского губернатора Сербии. Поэтому сразу после получения страной автономного статуса, а Милошом наследного титула, в 1829—1831 годах по его приказу в центре Белграда воздвигнут Дворец княгини Любицы для жены и сыновей правителя. Сразу после этого в парке Топчидер (тогда ещё небольшом отдельном посёлке) сооружена резиденция для самого князя. Строительство продолжалось с 1831 по 1834 год мастерами-строителями Яней Михайловичем и Николой Джорджевичем по проекту архитектора Николы Живковича. Во время своего первого правления (1815—1839 годы) Милош бывал здесь лишь изредка, так как основная его резиденция располагалась в Крагуеваце, столице княжества до 1842 года. И хотя во второй период нахождения у власти (1858—1860 годы) он жил здесь постоянно, до самой смерти 14 сентября 1860 года, она всё равно считалась лишь летней резиденцией.
После смерти князя Милоша его оставили в неизменном виде, учредив там мемориальный музей. После прихода к власти в 1903 году династии Карагеоргиевичей, экспонаты, связанные с Обреновичем, были переданы в Народный музей. В гостевом доме резиденции временно размещён полицейский участок. Между двумя мировыми войнами здание используется как музей охоты и лесного хозяйства, в 1954 году оно превращен в Музей Первого сербского восстания, а в 1966 году — в Исторический музей Сербии.

## Архитектурные особенности
Со стилистической и архитектурной точки зрения Резиденция князя Милоша представляет собой переходный этап от Балканской архитектурной традиции к постепенному развитию элементов центрально-европейской архитектуры. Влияние первой находит свое отражение в организации внутренних пространств и богатой росписи сводов потолка, стен и ниш. Европейское влияние видно в классическом строгом фасаде, некоторых архитектурных деталях, а также в создании объекта в свободной парковой зоне.
Кроме основного здания на территории комплекса сохранились придворная Церковь Святых Апостолов Петра и Павла, фонтан князя Милоша. Перед фасадом главного здания расположен один из старейших и красивейших платанов в Европе, объявленный памятником природы ботанического характера (Решением муниципалитета общины Савски-Венац 352/372/79-III-03 од 1. 1. 1979). Его возраст оценивается в 170—180 лет. Высота составляет 34 метра, а размах кроны — 49 метров.